# Margarete Niggemeyer
Margarete Niggemeyer (* 10. Januar 1932 in Etteln; † 11. Mai 2020 in Paderborn) war eine deutsche Religionspädagogin, Hochschullehrerin und Autorin.

## Leben
Margarete Niggemeyer wurde in Theologie promoviert und war bis 1972 im Schuldienst tätig. Bis 1994 war sie Professorin an der Katholischen Fachhochschule Norddeutschland (Osnabrück-Vechta) und lehrte dort Religionspädagogik. Margarete Niggemeyer veröffentlichte eine Vielzahl von Publikationen, insbesondere über Kirchengebäude in Norddeutschland. Sie lebte in Paderborn.

## Ehrungen und Auszeichnungen
- Komtur-Dame des Silvesterordens seit 1999
- Komtur-Dame mit Stern des Silvesterordens seit 2012[4]

## Schriften (Auswahl)

### Monografien
- Bilder und Botschaften. Der Dom zu Paderborn als Sehschule des Glaubens. Bonifatius, Paderborn 1996, ISBN 3-87088-881-4.
- Auf den dritten Blick – der Dom zu Osnabrück. Kunstwerk des Glaubens. Dom-Bücherstube, Osnabrück 1996, ISBN 3-925164-09-X.
- Bilder und Zeichen des Glaubens. Die Pfarrgemeinde St. Simon und Judas Thaddäus zu Etteln. Bonifatius, Paderborn 2000, ISBN 3-89710-142-4.
- Die Pfarrgemeinde St. Michael zu Kirchborchen. 1000 Jahre Glaubens- und Kirchengeschichte. Bonifatius, Paderborn 2005, ISBN 3-89710-331-1.
- Auf Erden den Himmel bauen. Ein Lesebuch mit Bildern zum Paderborner Dom. Bonifatius, Paderborn 2005, ISBN 3-89710-313-3.
- Der Hohe Dom zu Paderborn. Ein Domführer. Bonifatius, Paderborn 2006.
- Eine Wolke von Zeugen. Die Heiligen im Hohen Dom zu Paderborn. Bonifatius, Paderborn 2007, ISBN 978-3-89710-384-9.
- Symphonie des Lichtes. Die Fenster im Hohen Dom zu Paderborn. Bonifatius, Paderborn 2009, ISBN 978-3-89710-452-5.
- Lob der Schöpfung. Die Tier- und Pflanzenwelt im Hohen Dom zu Paderborn. Bonifatius, Paderborn 2011, ISBN 978-3-89710-494-5.
- Sei gegrüßet, o Libori. Pilgerwege zum hl. Liborius im Hohen Dom zu Paderborn. Bonifatius, Paderborn 2012.

### Weitere Werke
- mit Hans-Walter Stork: Perlen schimmern auf den Toren. Eine Auslegung des Perlensymbols in christlichen und außerchristlichen Traditionen. Bonifatius, Paderborn 1997, ISBN 3-87088-877-6.
- mit Elmar Nübold: Die Busdorfkirche in Paderborn. Eine Stätte des Gebetes seit über 950 Jahren. Bonifatius, Paderborn 2002, ISBN 3-89710-226-9.
- mit Elmar Nübold: Die Gaukirche St. Ulrich in Paderborn. Gemeinde- und Klosterkirche im Schatten des Domes. Bonifatius, Paderborn 2003, ISBN 3-89710-257-9.

### Herausgeberschaften
- Schritte werden Weg. Ein Pilgerbuch. Maier, Schweinfurt 1996, ISBN 3-926300-22-1.